# بريت ستيرلينغ
بريت ستيرلينغ (بالإنجليزية: Brett Sterling)‏ هو لاعب هوكي الجليد أمريكي، ولد في 24 أبريل 1984 في باسادينا في الولايات المتحدة.

## وصلات خارجية
- بريت ستيرلينغ على موقع دوري الهوكي الوطني (الإنجليزية)
- بريت ستيرلينغ على موقع قاعة مشاهير الهوكي (لاعب أن.إتش.أل) (الإنجليزية)
- بريت ستيرلينغ على موقع EliteProspects.com (الإنجليزية)
- بريت ستيرلينغ على موقع HockeyDB.com (الإنجليزية)
- بريت ستيرلينغ على موقع Hockey-Reference.com (الإنجليزية)